# Josefa Ortíz de Domínguez
Josefa Ortíz de Domínguez (19 de abril de 1773 – 2 de Março de 1829) foi conspiradora e apoiante da Guerra da Independência do México. É frequentemente referida como La Corregidora.

## Os primeiros anos de vida
Filha de Juan José Ortíz, capitão do regimento Los Morados, e de sua mulher Manuela Téllez y Girón, nascida em Valladolid (actual Morelia). O seu pai foi morto em combate durante a sua infância, tendo sua mãe falecido pouco tempo depois. Maria Sotero Ortíz, sua irmã, tomou a seu cargo a sua educação, conseguindo-lhe um lugar no prestigiado Colegio de Las Vizcaínas em 1789. Casou com Miguel Domínguez, visitante assíduo do colégio, em 1791.
Em 1802, José Miguel Domínguez foi nomeado pelo vice-rei da Nova Espanha para o lugar de Corregidor (um tipo de magistrado) na cidade de Querétaro. Nessa altura, Josefa tomou conta das tarefas domésticas e da educação dos dois filhos do anterior casamento do marido, embora tenham tido 12 filhos juntos.

## Papel no movimento independentista do México
Josefa identificava-se fortemente com os abusos sofridos pelos criollos às mãos dos espanhóis oriundos da Península, pois também ela era criolla.
Os criollos eram muitas vezes vistos como cidadãos de segunda classe pelo facto de terem nascido na Nova Espanha e não na Espanha metropolitana, sendo relegados para lugares secundários na administração da colónia. Este facto era origem de grande descontentamento entre os criollos que rapidamente começaram a organizar sociedades literárias onde se discutiam trabalhos iluministas banidos pela Igreja Católica. Josefa participou em algumas das reuniões iniciais acabando por convencer o marido a receber algumas delas na sua própria casa. Estas reuniões, frequentadas por figuras como Miguel Hidalgo e Ignacio Allende, rapidamente assumiram contornos políticos.
A deposição de Fernando VII como consequência da Guerra Peninsular em Espanha, fez aumentar repentinamente os desejos independentistas das colónias. As reuniões na casa de Josefa tornaram-se fulcrais para a conspiração e planeamento independentistas. O seu apoio era também financeiro.
Após a elaboração de alguns planos, os rebeldes haviam começado a armazenar armas e mantimentos em casas seguras. O início da revolução estava agendado para 1 de Outubro de 1819. Porém, em 13 de Setembro , os conspiradores foram traídos por alguém de entre eles, que informou as autoridades vice-reais acerca das actividades rebeldes em Querétaro. Desconhecendo a participação de sua mulher, foi pedido ao Corregidor Domínguez que efectuasse buscas a casas da cidade com o objectivo de deter os líderes rebeldes. Josefa foi encerrada no seu quarto para evitar que passasse esta informação aos seus colegas de conspiração e para ao mesmo tempo esconder qualquer ligação com estes. No entanto, por esta altura, os rebeldes tinham já uma grande base de apoio e Josefa conseguiria eventualmente avisar os restantes conspiradores, por intermédio de Don Ignacio Perez, presidente do município. Este aviso permitiu aos líderes da conspiração fugir da cidade e levaria Miguel Hidalgo a emitir o famoso Grito de Dolores às primeiras horas de 16 de Setembro, acontecimento que assinala o início da Guerra da Independência do México.
O papel de Josefa e seu marido na conspiração acabaria por ser descoberto, tendo sido presos separadamente. Josefa foi enviada para o mosteiro de Santa Clara em Querétaro e logo para a Cidade do México para ser julgada. Foi considerada culpada apesar dos esforços de seu marido no papel de seu advogado, tendo sido enviada para o convento de Santa Catalina de Sena, considerado mais estricto em termos disciplinares, onde permaneceria em reclusão. Foi libertada em 1817 sob o juramento de que se absteria de apoiar os rebeldes.

## Os últimos anos
Depois de conseguida a independência, o imperador Agustín I, em 1822, ofereceu a Josefa a posição de aia de sua esposa, Ana Duarte de Iturbide. Porém, La Corregidora acreditava que o estabelecimento de um Império Mexicano, em vez de uma república, ia contra os ideais por que havia lutado durante a revolução e assim recusou tal honra.
Durante os últimos anos da sua vida, Josefa esteve envolvida com vários grupos liberais,alguns deles de natureza radical. Recusou sempre qualquer recompensa pelo seu envolvimento no movimento de independência, afirmando que apenas havia cumprido o seu dever como patriota.
Faleceu a 2 de Março de 1829 na Cidade do México, sendo sepultada no convento de Santa Catalina de Sena. Os seus restos mortais seriam depois trasladados para o convento de Santa Cruz em Querétaro.